# 1991년 세계 박람회
1991년 세계 박람회, 공식 명칭 1991년 불가리아 세계 박람회는 1991년 6월 7일부터 7월 7일까지 불가리아 플로브디프에서 열린 세계 박람회이다.